# Historieta

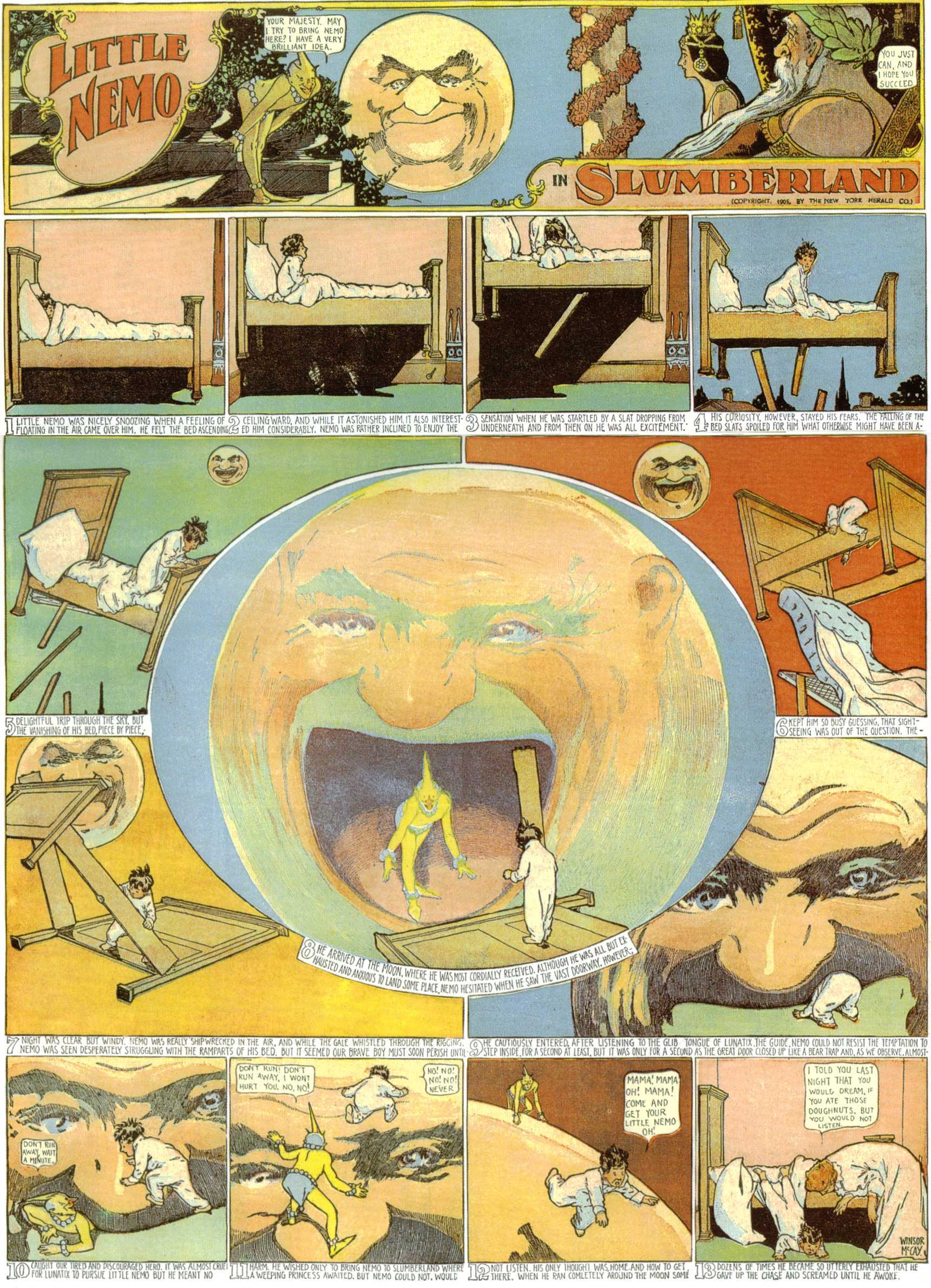
Una de las primeras páginas de Little Nemo in Slumberland, aún con exceso de texto al pie.

Una historieta o cómic es una sucesión de dibujos que constituye un relato, con texto o sin texto, así como la serie de ellas que trate de la misma historia o del mismo concepto, y también el correspondiente medio de comunicación en su conjunto.
Partiendo de la concepción de Will Eisner de esta narrativa gráfica como un arte secuencial, Scott McCloud llega a la siguiente definición: «Ilustraciones yuxtapuestas y otras imágenes en secuencia deliberada con el propósito de transmitir información u obtener una respuesta estética del lector». Sin embargo, no todos los teóricos están de acuerdo con esta definición dado que permite la inclusión de la fotonovela y, en cambio, ignora el denominado humor gráfico.
El interés por la historieta «puede tener muy variadas motivaciones, desde el interés estético al sociológico, de la nostalgia al oportunismo». Durante buena parte de su historia fue considerado incluso un subproducto cultural, apenas digno de otro análisis que no fuera el sociológico, hasta que en la década de 1960 se asiste a su reivindicación artística, de tal forma que Morris y luego Francis Lacassin han propuesto considerarlo como el noveno arte, aunque en realidad sea anterior a aquellas disciplinas a las que habitualmente se les atribuyen las condiciones de octavo (fotografía, de 1825) y séptimo (cine, de 1886). Seguramente, sean este último medio y la literatura los que más la hayan influido, pero no hay que olvidar tampoco que «su particular estética ha salido de las viñetas para alcanzar a la publicidad, el diseño, la moda y, no digamos, el cine».
Las historietas suelen realizarse sobre papel o en forma digital (e-cómic, webcómics y similares), pudiendo constituir una simple tira en la prensa, una página completa, una revista o un libro (álbum, novela gráfica o tankōbon). Han sido cultivadas en casi todos los países y abordan multitud de géneros. Al profesional o aficionado que las guioniza, dibuja, rotula o colorea se le conoce como historietista.

## Denominaciones
En los países hispanos se usan varios términos autóctonos, como monos y su variante monitos (antes muy usado en México), y, sobre todo, historieta, que procede de Hispanoamérica y es el más extendido. Algunos países hispano mantienen, además, sus propias denominaciones locales: muñequitos en Cuba, y tebeo en España. En Venezuela también se les llama comiquitas por extensión. En el Perú se le denomina chiste. Hacia la década de 1970 comenzó a imponerse en el mundo hispano el término de origen anglosajón comic, escrito hoy en día en idioma español bajo la manera «cómic» pero procedente, a través del inglés, del griego Κωμικός, kōmikos, ‘de o perteneciente a la comedia,’ que se debe a la supuesta comicidad de las primeras historietas. En inglés, se usaban además los términos funnies, es decir, divertidos y cartoon, por el tipo de papel basto o cartón en donde se hacían, pero con el tiempo los «animated cartoons» o dibujos animados tendieron a reservarse la palabra «cartoon». Posteriormente aparece desde el movimiento contracultural el término comix, primero en inglés y luego en otras lenguas, que suele reservarse para publicaciones de este estilo.
Se puede denominar a las historietas o cómic gráficos como narraciones que cuentan diferentes historias mediante una sucesión de imágenes o ilustraciones, las cuales son perfectamente complementadas con textos escritos, aunque también existen historietas mudas, es decir, carentes de texto.
Obviamente, las historietas no tienen por qué ser cómicas y por ello los franceses usan desde los años 1960 el término bande dessinée (tiras dibujadas), abreviado BD, que en realidad es una adaptación de comic strip. El portugués tradujo del francés para crear banda desenhada, mientras que en Brasil se la denomina história em quadrinhos (historia en cuadritos), haciendo así referencia al procedimiento sintáctico de la historieta, como también sucede con el término chino liánhuánhuà (imágenes encadenadas).
Con relación a nombres asiáticos, el término manga (漫画, dibujo informal) se ha impuesto en japonés a partir de Osamu Tezuka quien lo tomó a su vez de Hokusai, mientras que se reserva el término komikkusu (コミックス) para la historieta estadounidense[cita requerida]. Los filipinos usan el similar komiks, pero lo aplican en general, mientras que en las Coreas y China usan términos derivados de manga, como manhwa y manhua, respectivamente.
Finalmente, en Italia la historieta se denominó fumetti (nubecillas, en castellano) en referencia al globo de diálogo.

## Historieta

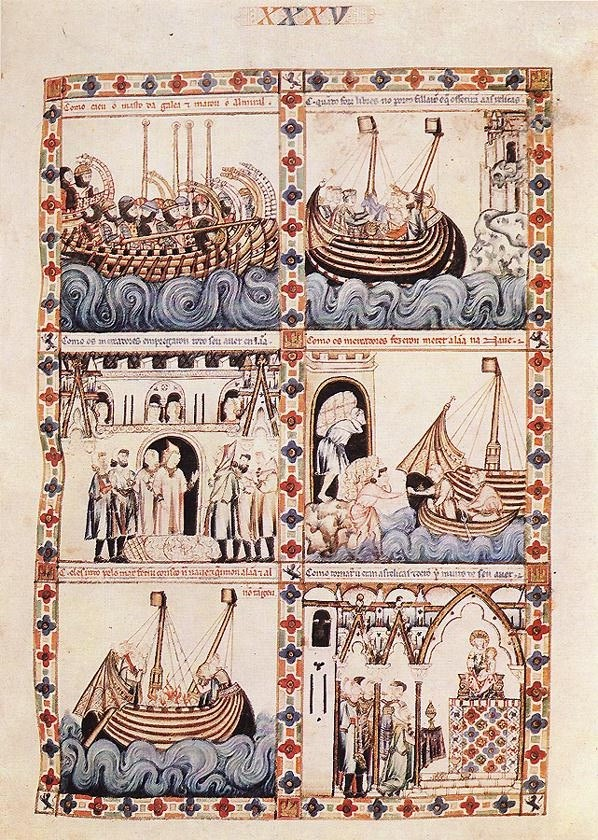
Miniatura de la cantiga 36 perteneciente a un códice ilustrado de las Cantigas de Santa María de Alfonso X el Sabio

Diversas manifestaciones de la Antigüedad y la Edad Media pueden ajustarse a la definición de cómic dada más arriba: Pinturas murales egipcias o griegas, relieves romanos, vitrales de iglesias, manuscritos iluminados con viñetas cuadradas que contienen dibujos en secuencia narrativa, como las Cantigas de Santa María de Alfonso X el Sabio, códices precolombinos, Biblia pauperum, etc. Con la invención de la imprenta (1446) se producen ya aleluyas y con la de la litografía (1789), se inicia la reproducción masiva de dibujos, las imágenes de Épinal, entre ellas.
En la primera mitad del siglo XIX, destacan pioneros como Rodolphe Töpffer, pero será en la prensa como primer medio de comunicación de masas, donde más evolucione la Historieta, primero en Europa y luego en Estados Unidos. Es en este país donde se implanta definitivamente el globo de diálogo, gracias a series mayoritariamente cómicas y de grafismo caricaturesco como The Katzenjammer Kids (1897), Krazy Kat (1911) o Bringing Up father (1913). A partir de 1929, empiezan a triunfar las tiras de aventuras de grafismo realista, como Flash Gordon (1934) o Príncipe Valiente (1937). Estas invadirán Europa a partir de 1934 con Le Journal de Mickey, aunque con resistencias como Tintín (1929) y Le Journal de Spirou (1938), y movimientos originales como el de la novela en imágenes. A partir de este año, sin embargo, las tiras de prensa estadounidenses empezarían a acusar la competencia de los comic-books protagonizados por superhéroes de DC Comics y Marvel Comics como Superman (1938), Batman (1939), Shazam (1939), Flash (1940), Capitán América (1941), Mujer Maravilla (1941), Los 4 Fantásticos (1961), Hulk (1962), Spider-Man (1962), Thor (1962), Iron Man (1963) y X-Men (1963).
Durante la postguerra, las escuelas argentina, franco-belga y japonesa adquieren un gran desarrollo, gracias a figuras como Oesterheld, Franquin y Tezuka, respectivamente. En general puede decirse que «el grueso de la producción norteamericana, para la segunda mitad de los años sesenta, ha bajado de nivel y se halla por debajo de la producción francesa o italiana». Será en ambos países donde se afiance una nueva conciencia del medio, orientándose los nuevos autores (Crepax, Moebius, etc.) hacia un público cada vez menos juvenil. Con ello, y con la competencia de nuevos medios de entretenimiento como la Televisión, el cómic va dejando de ser un medio masivo, salvo en Japón. Precisamente, su historieta conquistará el resto del mundo a partir de 1988, gracias al éxito de sus versiones en dibujos animados. Del mismo modo, las experiencias del cómic underground de la década de 1960 cristalizan en un sólido movimiento alternativo, ya en los años 1980, que da lugar a su vez al movimiento de la novela gráfica. Internet también constituye un nuevo factor a tener en cuenta.

## Historieta como recurso educativo
La historieta puede ser un buen recurso educativo, dado el carácter tan dinámico que conlleva. El hecho de poder reproducir historias y crearlas aporta una motivación al proceso enseñanza-aprendizaje. Son muchos los rasgos lingüísticos que se pueden trabajar; desde diálogos, monólogos, expresiones más coloquiales, entre otros. Supone una mezcla de lenguaje visual e icónico que reconfigura nuestras capacidades comunicativas. Pero, para que sirva como verdadero recurso educativo, debe cumplir los siguientes objetivos:
- Fomentar la lectura a través del cómic.
- Trasladar al plano escrito situaciones que ocurren en su vida cotidiana.
- Comunicar a través de imágenes.
- Estimular los métodos de análisis y síntesis.
- Desarrollar destrezas comunicativas mediante el aprendizaje de las expresiones más utilizadas en el lenguaje cotidiano.
- Fomentar la creatividad y la imaginación.
- Trasladar pensamientos e ideas a las estructuras formales que proporciona el lenguaje escrito.
- Desarrollar trabajo colaborativo.

## Tradiciones

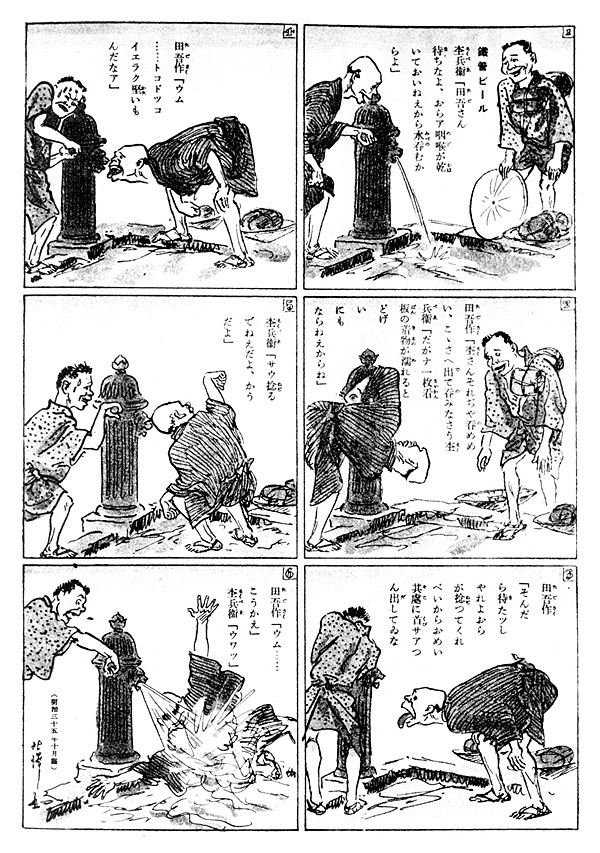
Viaje a Tokio de Tagosaku y Mokube (1902), considerado el primer manga, de Kitazawa.

Del relato expuesto más arriba, puede deducirse la existencia de tres grandes tradiciones historietísticas a nivel global, todas con sus propios sistemas de producción y distribución:
- Japonesa: manga
- Estadounidense: comics
- Franco-belga: bande dessinée

De menor trascendencia global, podemos citar otras escuelas, como la:
- Argentina: historietas[28]
- Británica: British comics[29]
- Española: tebeo[30]
- Italiana: fumetti
- Coreana: manhwa
- China: manhua

Aparte de la producción argentina y española, puede destacarse la de otros países hispanos, como Chile, Cuba o México y, en menor medida, Colombia o Perú. Ya a finales de los años 1960, Oscar Masotta afirmaba que a través del cómic se estaba produciendo un verdadero intercambio de culturas o universalización cultural, de tal manera que «los italianos y los alemanes leen historietas producidas en Francia y viceversa, los pueblos de habla hispánica leen tiras producidas en países anglosajones, en los Estados Unidos en su mayor parte, etc.», contribuyendo así a borrar las particularidades nacionales. Sin embargo, este teórico no dejaba de mencionar, como un valor negativo, que:

... esa universalización puede ser utilizada —y lo es sin duda— como medio de influencia por los países que, por su estructura económica, se encuentran colocados en posición de centrales.

En este mismo sentido, se extiende el libro Para leer al Pato Donald (1972) de Ariel Dorfman y Armand Mattelart.

## Industria
Tradicionalmente, la industria del cómic ha requerido un trabajo colectivo, en el que, además de los propios historietistas, han participado editores, coloristas, grabadores, impresores, transportistas y vendedores. Siempre han existido autoediciones, como las del cómic underground, pero últimamente han aumentado por la crisis de determinados mercados y las facilidades logradas con el auge de la informática e Internet. Pueden distinguirse los siguientes formatos de publicación:
- Tira de prensa, compuesta por una franja horizontal de tres o más viñetas.
- La página, que puede compilar varias tiras o presentar una sola, pero desplegada a toda página y color (lo que se denomina sunday, por ser publicada en domingo).
- La revista de historietas (comic book en Estados Unidos, pepines en México y tebeo en España),[32] normalmente con grapa y a veces forma de cuaderno, que presenta una o varias historietas.
- El libro, que se concreta en Álbum de historietas, Novela gráfica y Tankōbon en las tradiciones franco-belga, estadounidense y japonesa, respectivamente.
- Digitales: E-cómic, webcómics, etc.

El canal de comercialización más habitual de la mayoría de estos cómics ha sido el quiosco de periódicos hasta que, con el desarrollo del mercado de venta directa a principios de los años 1970, se empezó a imponer la librería especializada. Tanto los propios cómics como sus originales son objeto de un activo coleccionismo.
Con un objetivo comercial, pero también lúdico y didáctico, abundan los eventos de historieta (convenciones, festivales, jornadas, etc.) como un punto de encuentro entre profesionales y aficionados. Los festivales más importantes son el Salón Internacional del Cómic de Barcelona (España, 1981), Comiket de Tokio (Japón, 1975), la Convención Internacional de Cómics de San Diego (Estados Unidos, 1970), el Festival Internacional de la Historieta de Angulema (Francia, 1974) y Comics & Games en Lucca (Italia, 1966).

## Géneros
Un género narrativo es un modelo o tradición de estructuración formal y temática que se ofrece al autor como esquema previo a la creación de historietas, además de servir para la clasificación, distribución y venta de las mismas. Todo género se clasifica según los elementos comunes de los cómics que abarca, originalmente según sus aspectos formales (grafismo, estilo o tono y, sobre todo, el sentimiento que busquen provocar en el lector), y temáticos (ambientación, situaciones, personajes característicos, etc), de tal forma que «las características de guion, planificación, iluminación y tratamiento» de una historieta variarán según el género al que pertenezca. Alternativamente, los géneros historietísticos se definen por el formato de publicación. Como explica Daniele Barbieri, «la división por géneros es distinta e independiente de la división por lenguajes», de tal forma que 

... independientemente del lenguaje en que estén contadas (trátese de literatura, de cine, de teatro, de cómic, o de cualquier otro marco), la mayor parte de las historias policíacas, por ejemplo, tienen más características en común entre sí que, pongamos por caso, con las fábulas de animales; y estas últimas, a su vez, tienen entre sí muchas más características en común.

Actualmente no existe un consenso en cuánto a su número, pues las diversas clasificaciones no derivan tanto de la retórica clásica, con su división en lírico, épico y dramático, como de la novela popular y el cine, que se caracterizan por la escasa complejidad de su regulación. No es raro encontrar, por ejemplo, referencias a macrogéneros como historieta de aventuras o de acción. Para complicar aún más el tema, los géneros también pueden ser combinados para formar géneros híbridos. Hay, sin embargo, algunos bastante definidos y con mucha tradición, como los que se distinguen en las monografías Gente de Cómic y Mangavisión:
- Aventuras;
- Bélico;
- Ciencia ficción o futurista:
  - Mecha,
  - Space opera, y
  - Superhéroes;
- Cómico y satírico;
- Costumbrista;

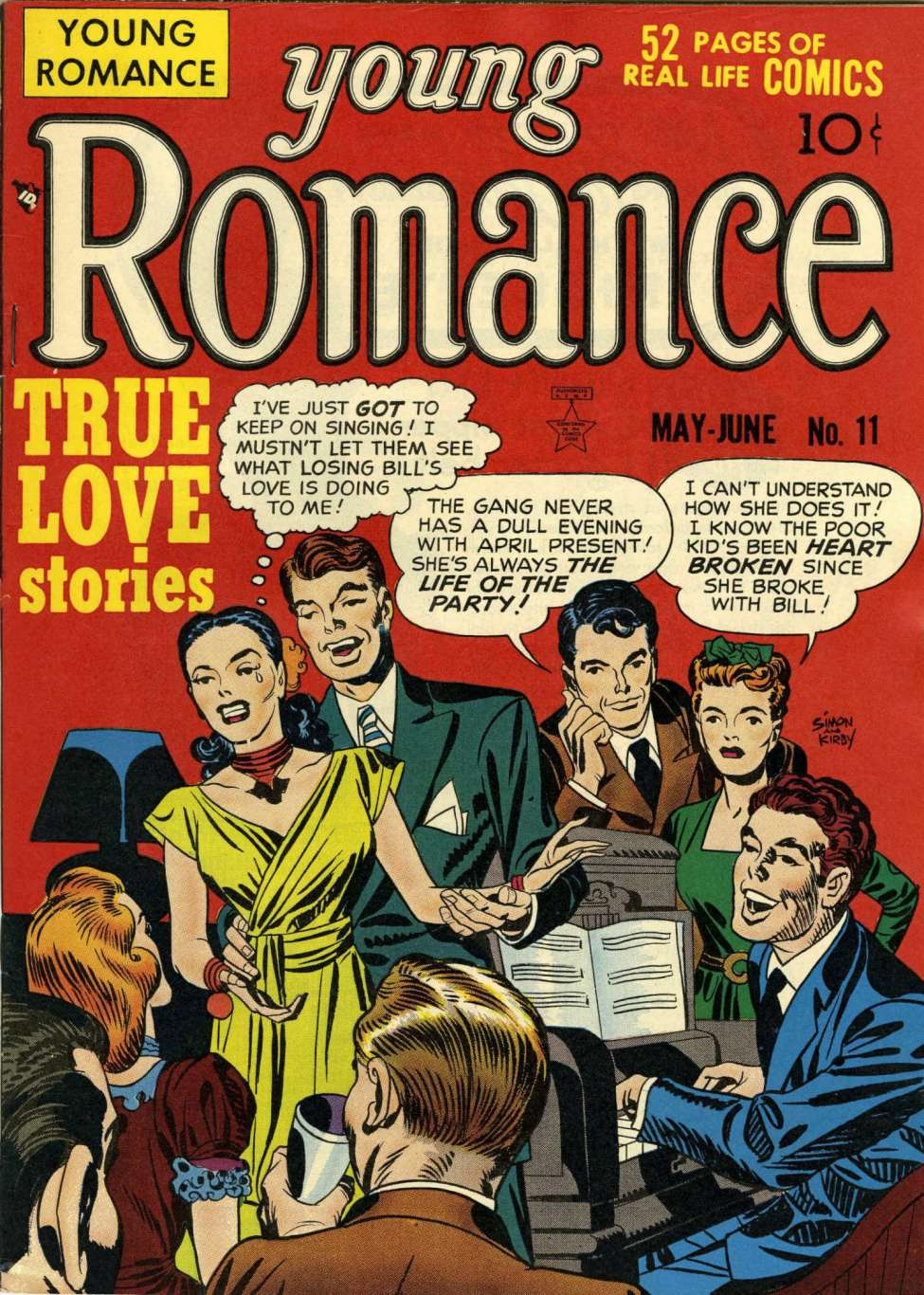
Portada de Young Romance n.º 11 de 1949.

- Deportivo, de artes marciales o juegos de mesa,
- Fantástico y legendario, incluyendo la fantasía heroica;
- Histórico, que cuenta con un subgénero consolidado, el de la historieta del Oeste o western;
- Policíaco o criminal;
- Sentimental y romántico, y
- De terror.
- Historieta infantil.

Hasta la reciente evolución de la imagen generada por computadora, podía decirse que la proliferación de ciertos géneros, como la ciencia ficción o el fantástico, era debida a «la facilidad y economía de medios con que un buen dibujante puede introducir a sus lectores en los ambientes más fantásticos».

## Sociología
También se distingue, aunque ya fuera de cualquier clasificación por géneros, una historieta infantil, dirigida a niños, de otro cómic para adultos, mientras que apenas tiene predicamento el término historieta familiar, que si tiene equivalentes en el cine, para referirse a las obras que resultan atractivas a lectores de todas las edades. La historieta infantil ha constituido la mayoría del material clásico «de todos los países (Estados Unidos incluido)», mientras que el cómic adulto inició su auge en los años 1960 presentando relatos que podían ser tan imposibles y pueriles como los anteriores, pero que incluían mayores dosis de violencia, temas inquietantes, palabras malsonantes y sobre todo sexo explícito.
Antiguamente había en Occidente reductos específicamente femeninos, ya sea en forma de revistas infantiles para niñas, o de melodramas románticos.
En Japón, donde hay cómics específicos para todo tipo de público, se distinguen también por el grupo de edad y sexo al que van dirigidos: kodomo (niño), shōjo (muchacha), shōnen (muchacho), josei (mujer) y seinen (hombre).
Por otro lado, hay que señalar que el cómic ha sido despreciado con frecuencia por élites culturales y representantes políticos. Esto se explica por el «viejo prejuicio que identifica la palabra escrita con lo culto y la imagen que la explica -o, como en este caso, la enriquece y transforma- con lo iletrado». Mauro Entrialgo es de la opinión de que:

Es un medio que requiere para su disfrute menos preparación y concentración que, por ejemplo, la literatura, pero más que, por ejemplo, la televisión. Así que no obtiene ni el prestigio de la primera ni la difusión popular de la última.

El catedrático Juan Antonio Ramírez considera que este reconocimiento en el seno de la alta cultura se ha visto imposibilitado, paradójicamente, «por la consolidación y extensión del sistema del arte» y unos departamentos de literatura separados por ámbitos lingüísticos.
También hay que destacar que muchos cómics clásicos «ofrecen sólo una de las caras de sus personajes y ocultan todas las demás», quedando por lo tanto en la pura anécdota. El medio en su conjunto ha tendido a «traducir una ideología tradicional, conservadora e inmovilista durante muchos años», ya sea por las convicciones de sus autores o para no desagradar al conjunto de sus lectores y arriesgarse a perderlos o incluso sufrir los efectos de la censura, como ocurrió en regímenes como los de Mussolini o Franco y, respecto a las historieta de horror y crímenes en los Estados Unidos y la Gran Bretaña de los años 1950. Esto explica que las historietas que no se ceñían a los valores sociales imperantes se manifestasen a través de publicaciones underground y que temáticas como la homosexualidad no aflorasen a la superficie hasta los años 1980, conforme iba siendo aceptada en la cultura oficial, ni produjesen hasta entonces sus primeros autores reconocidos por crítica y público, como Ralf König o Nazario.
Del mismo modo, «sólo en las últimas décadas se han empezado a producir buenas historietas protagonizadas por mujeres», ya sea ejerciendo el papel del héroe tradicional o mostrando una psicología propia. Hay que destacar, a este respecto, la abundancia en los últimos años de memorias realizadas por mujeres, como Zeina Abirached o Marjane Satrapi.
Actualmente, las historietas son leídas mayormente por adolescentes y adultos jóvenes, por lo que cada vez las hay «más complicadas, más abiertas, más sensibles y más liberadas», es decir, más adultas.

## Lenguaje
Para Oscar Masotta, lo que determina en primer lugar el valor de una historieta es el grado en que permite manifestar e indagar las propiedades y características del lenguaje mismo de la historieta, revelar a la historieta como lenguaje. Jean Giraud afirma que

El cerebro tiene que pensar y necesita el lenguaje escrito, mientras que el dibujo tiene un lenguaje subterráneo que llega a través de los ojos. El mensaje que el dibujante envía es un mensaje secreto, en código cifrado, que va del dibujante al cuerpo, a las sensaciones. Pero la conciencia, la razón tienen que ser educadas para poder descifrarlo según una lógica que vaya más allá de la sensación inconsciente.

### Iconografía

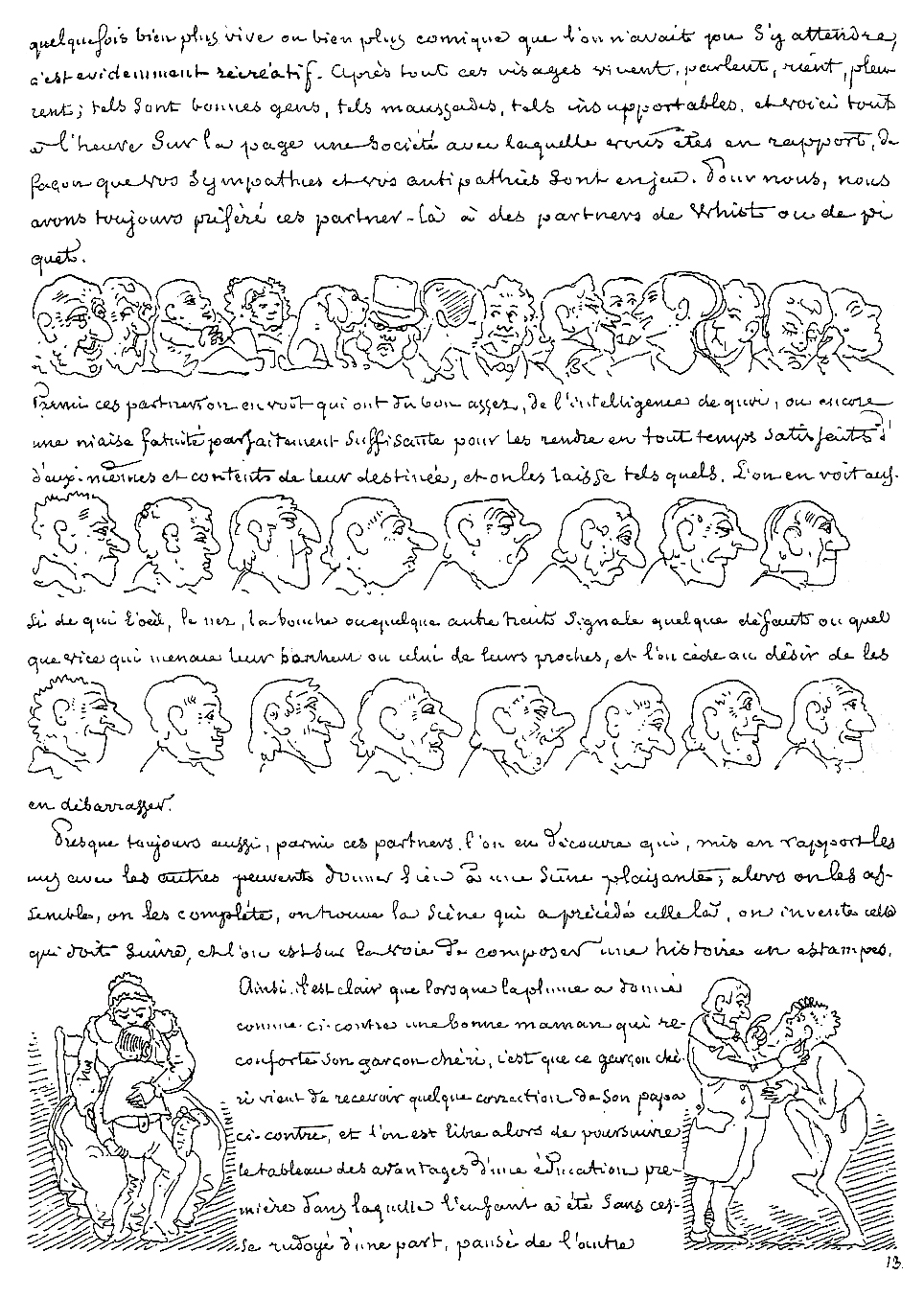
Pág. 13 del Essai de physiognomonie de Rodolphe Töpffer.

Históricamente, los personajes tipo han sido muy importantes para el medio, ya que el lector «desea, quiere y espera que el "bueno" ponga cara de bueno, y el "malo" tenga cara de malo».
En la historieta se figura, con medios estáticos, el movimiento real, usando técnicas que ya practicaron los futuristas.

### Texto
El texto no es necesario, pero suele estar presente, ya sea en forma de globos o bocadillos, cartelas, textos sueltos y onomatopeyas. Las palabras dichas por los personajes suelen recogerse en los globos, salvo que se presenten fuera para indicar que han subido el tono de voz.
Todos los textos suelen estar escritos en mayúsculas y las diferencias tipográficas, de tamaño y grosor sirven para destacar una palabra o frase, y maritza intensidades de voz. Masotta establece a este respecto un esquema con 7 oposiciones:
- Diálogo - off
- Lenguaje interior - lenguaje proferido.
- Lenguaje normal - lenguaje excepcional.
- Cerca - lejos
- Globo - Extra-globo.
- Línea recta - línea sinuosa (o en zig-zag, o estrellada, etc.)
- Tipografía normal - tipografía excepcional.[53]

### Articulación narrativa
Toda historieta es una narración gráfica, es decir, desarrollada mediante una secuencia de dibujos, y no una serie de ilustraciones cuyo mérito radique en ellas mismas, de tal forma que «cada cuadro o viñeta debe estar relacionado de algún modo con el siguiente y con el anterior». En afortunada expresión de Román Gubern, la «viñeta es la representación gráfica del mínimo espacio y/o tiempo significativo. Al espacio que separa las viñetas se le conoce como calle» y al proceso por el que el lector suple ese vacío se le denomina clausura. McCloud distingue 5 tipos de transiciones entre viñetas:
- 1. Momento a momento.
- 2. Acción a acción.
- 3. Tema a tema.
- 4. Escena a escena.
- 5. Non-sequitur.

Cuanto mayor sea el formato y el número de signos icónicos y verbales, más tiempo y atención deberemos prestar a una determinada viñeta.
La historieta usa variaciones del ángulo visual, encuadre y planos, términos estos que ha tomado del cine, para dinamizar la narración.

## Relaciones con otros medios
Debido a su condición de medio intersticial desde sus orígenes, la historieta se relaciona en primer lugar con las artes plásticas.

### Literatura
Dada la antigüedad y el prestigio de la literatura, «cualquier relación cercana entre uno y ojos, porque, se supone, da “categoría” a la niña». En la historieta, sin embargo, «los textos no viven una vida propia en su interior» como sí ocurre en la literatura.
En segundo lugar, ha de mencionarse también sus relaciones con:

### Cinematografía
El cine y el cómic comparten una larga historia de influencias mutuas. En este sentido, Federico Fellini manifestaba que «los cómics que se realizan acercándose demasiado a la técnica cinematográfica son para mí los menos hermosos, los menos logrados» de tal manera que los «que merecen consideración son aquellos que han inspirado al cine y no al revés». Citaba así a clásicos de la historieta de humor estadounidense, como los Katzenjamer Kids y Bringing Up father, que considera indudable inspiración de ciertos escenarios y personajes de Chaplin.
Respecto a otras disciplinas más modernas, Ana Merino era de la opinión que:

... la pérdida de audiencia ha significado para el cómic la pérdida de su capacidad cívico-popular. Ahora, el cómic, como ya se ha señalado, tiene que competir con la televisión, los videojuegos o internet. Pero es cierto que mucha de la estética que se utiliza por las nuevas tecnologías es un producto que se ha inspirado gráficamente en los cómics clásicos, underground o de superhéroes.

## Estilos
En un apartado anterior de la sección de historia, ya se ha mencionado la revolución que en los años 1930, supuso la imposición de un nuevo tipo de grafismo realista para las historietas «serias» en detrimento del grafismo distorsionado y caricaturesco que había predominado hasta entonces. A su vez, desde mediados de los años 1960, muchos autores han tendido a «la destrucción del realismo naturalista para encontrar nuevos caminos: el realismo fantástico, la deformación y la angulación, el montaje de mayor expresividad», etc.
En realidad, los estilos gráficos usados por los historietistas son tan variados como la intención y la habilidad del autor, distribuyéndose estos dentro un triángulo formado por tres vértices (abstracción postpictórica, realidad y lenguaje) que comprende desde el realismo de filiación fotográfica (Luis García Mozos, Alex Ross, etc), a la caricatura.
En una misma viñeta pueden combinarse además varios estilos. McCloud denomina efecto máscara a la combinación de unos personajes caricaturescos con un entorno realista que podemos observar en la línea clara o el manga clásico de Osamu Tezuka.
A pesar de tamañas posibilidades, los dibujantes clásicos procuraban mantener siempre un mismo estilo a lo largo de toda su carrera, debido quizás a imposiciones de sus syndicates. Un autor más moderno, como el español Josep María Beà, a pesar de estimar grandemente a los que le precedieron, considera que el «estilo, cuando se perpetúa indefinidamente y no evoluciona, es signo de fosilización, de amaneramiento».

### Algunos tipos de historias y formatos de publicación de historietas
- Tira de prensa (tira cómica), chargé y cartón (arte) (cartón) (historietas de corta duración, la primera critica valores sociales, la segunda critica a las personas y las cosas de la contemporaneidad y la tercera critica las situaciones del el día a día).

- One-shot (historia completa) y miniserie (serie limitada) (historietas de media y larga duración, la primera tiene una duración de una única edición y la segunda se extiende por más de una edición, generalmente, entre dos a cuatro, aunque un poco más extensa, así como, por ejemplo, trece).

- Tebeo, novela gráfica y fanzine (el primero es una revista de historieta tradicional, la segunda es un libro de historieta y el tercero es una revista de la historieta editada por fanáticos y con contenido bastante diversificado).
- Webcomic (una historieta disponible para su lectura en Internet, la mayoría publicadas únicamente en la web con un diseño adaptado a ese medio) y e-comic (historietas que son realizadas específicamente en papel, para su venta o distribución; y que son transformadas a forma digital para ser leídas en un PC o similar).

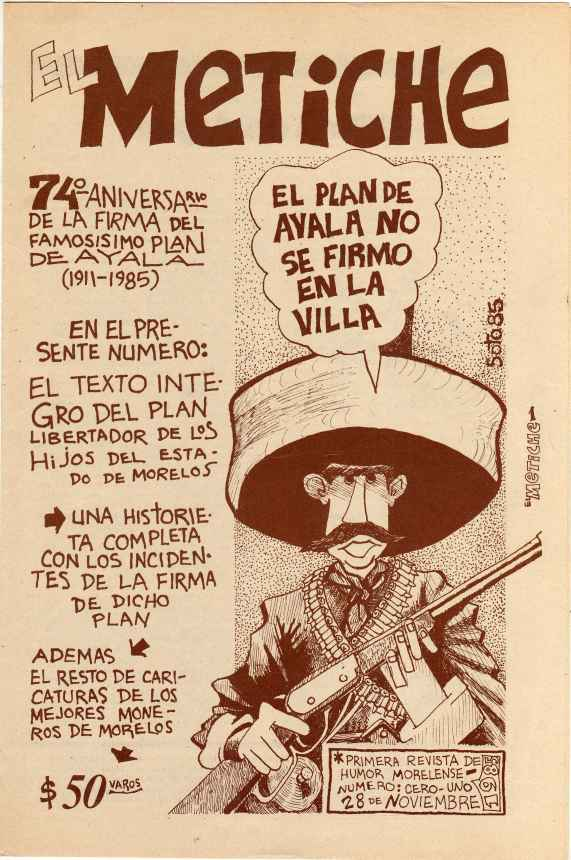

Otros comics